# Развалины замка Кенилворт
«Развалины замка Кенилворт» — картина бельгийского художника Гильома ван дер Хехта из собрания Государственного Эрмитажа.
Кенилворт (Кенилуэрт, англ. Kenilworth) — старинный замок в графстве Уорикшир в центральной части Англии. Он был построен в 1120-х годах казначеем короля Генриха I Джеффри де Клинтоном, числился в собственности британской короны и в последующем принадлежал потомкам Симона де Монфора.
В 1563 году королева Елизавета I даровала Кенилуэрт своему фавориту Роберту Дадли, который на украшение замка потратил огромнейшую по тем временам сумму в 60000 фунтов стерлингов. В замке в детском возрасте бывал Шекспир и в 1575 году он стал свидетелем визита туда королевы Елизаветы I и грандиозных празднеств в её честь. Считается, что пьеса «Сон в летнюю ночь», которую Шекспир написал 20 лет спустя, была создана на основе воспоминаний о тех событиях.
В 1646—1649 годах замок оказался в эпицентре гражданской войны и был разрушен. Его история и живописные развалины вдохновляли многих писателей и художников. Большую известность получили роман Вальтера Скотта «Кенилворт» и картина Джона Тёрнера.

В 1840-х годах Хехт работал в Англии и, вероятно, видел развалины Кенилворта. Неизвестно, вдохновлялся ли он романом Скотта, но по свидетельству научного сотрудника Эрмитажа Б. И. Асварища «картина кажется иллюстрацией любимых романтиками сопоставлений вечной природы и руин — символа бренности человеческих деяний». Сам Вальтер Скотт писал:
Этот царственный замок, где пировали короли и сражались герои, видавший на своем веку и кровопролитные битвы с осадами и рыцарские турниры, в которых красота служила наградой доблести, теперь пуст и заброшен. Озеро поросло камышом и превратилось в болото, а развалины замка свидетельствуют лишь о былом великолепии и наводят посетителей на мысль о преходящей ценности человеческого богатства и о счастье тех, кто довольствуется скромным жребием честной и добродетельной жизни.
Впервые картина была выставлена 5 января 1850 в фойе Королевского театра в Брюсселе на интернациональной благотворительной выставке, экспонаты которой после закрытия должны были разыгрываться в лотерею. На следующий день после открытия выставки маршан (торговец картинами) Артур Стевенс писал князю А. М. Горчакову: «Посылаю Вам альбом гравюр, выпущенный к празднику 5 января. Он уже стал раритетом и его нельзя купить, так как было напечатано всего 100 экземпляров, после чего доски уничтожили». Хехт сам гравировал свою картину для этого альбома.
Во второй половине 1850-х годов картину приобрёл граф Н. А. Кушелев-Безбородко. После его смерти по завещанию была передана в Музей Академии художеств и вошла там в состав особой Кушелевской галереи, числилась под названием «Развалины замка при луне». В 1922 году Музей Академии художеств был ликвидирован, а большинство картин из него, включая «Развалины замка Кенилворт», было передано в Государственный Эрмитаж. С конца 2014 года выставляется в здании Главного штаба в зале 346.